# Ejército Insurgente Ucraniano
El Ejército Insurgente Ucraniano (en ucraniano: Українська повстанська армія; romanización: Ukrayíns'ka povstáns'ka a'rmiya, UPA) fue una organización militar clandestina surgida durante la Segunda Guerra Mundial. Se fundó el 14 de octubre de 1942 en Volinia. El UPA era la rama militar de la Organización de Nacionalistas Ucranianos (OUN). La meta principal del UPA era alcanzar la independencia de Ucrania. Entre 1943 y 1950 su jefe fue el general Román Shujévych y su líder político fue Stepán Bandera. Durante la Segunda Guerra Mundial lucharon contra los polacos, contra las fuerzas de ocupación de la Alemania nazi, contra la URSS y siguieron con sabotajes una vez derrotadas las fuerzas alemanas contra la NKVD y el Ejército Rojo.
El grupo fue responsable de la masacre de polacos en Volinia que se llevaron a cabo entre 1943 y 1944 provocando la muerte de entre 35.000 a 70.000 civiles  y el desplazamiento forzado de entre 300.000 a 400.000 civiles polacos.
En 1944 eran más de 20 000 hombres.

## Segunda Guerra Mundial y posguerra
Durante la Segunda Guerra Mundial el UPA luchó contra la Wehrmacht alemana, el Ejército Rojo y el Armia Krajowa polaco. Hacia 1943 el UPA había retirado gran parte del dominio detentado territorialmente por los ocupantes alemanes gran parte de Volinia. En junio de 1943 el general alemán Erich von dem Bach-Zelewski, experto en lucha contraguerrillera, lanzó una operación «BB» (Bandenbekämpfung) en un intento de destruir al UPA, con 10 batallones de tropas de las SS, 10 000 policías alemanes y polacos y dos regimientos de tropas húngaras, pero fracasó. En agosto de 1943 el UPA contratacó por Kamin Koshyrsky, y logró causarles grandes bajas, además de capturarles numerosas armas y requisarles grandes lotes de munición. A pesar de las escaramuzas con los alemanes, la UPA colaboró en gran medida con el ocupante alemán, realizando acuerdos locales con los nazis con el fin de combatir a las tropas y combatientes comunistas.
El UPA llevó a cabo en 1943 y 1944 en las provincias de Ternópil, Leópolis y Stanysláviv operaciones de limpieza étnica en las que mataron entre 35 000 y 70 000 civiles polacos;  mientras por el terror forzaron el desplazamiento de otros 300 000 a 400 000. Estos hechos fueron conocidos como la masacre de polacos en Volinia. 
Según la UPA la zona de Volinia donde operaba el UPA también era disputada por las guerrillas polacas del Armia Krajowa. Ambos grupos[cita requerida] realizaron ataques a la población civil que apoyaba al contrario, estimándose la cantidad de víctimas civiles entre 35 000 a 60 000 polacos y 20 000 ucranianos sólo en Volinia. Hoy Ucrania y Polonia han hecho esfuerzos por reconciliar a los exmiembros de Armia Krajowa y el UPA, sin éxito, debido en parte a la negativa de los sucesivos gobiernos ucranianos a emitir una disculpa. Incluso, fue cambiado el nombre del memorial de las víctimas, hoy en tierras ucranianas, a pesar de que anteriormente y manera bilateral se había acordado uno diferente. Esto, no obstante, fue finalmente corregido en acuerdo con Polonia.
En Ucrania y Polonia se han restaurado cementerios con los restos del bando contrario.
Desde finales de la primavera de 1944, la UPA y la Organización de Nacionalistas Ucranianos enfrentaron los avances soviéticos y la UPA colaboró más estrechamente con las fuerzas alemanas contra los soviéticos y polacos, con la esperanza de hacer de Ucrania un estado independiente. Para septiembre de 1944 se evidenció la conclusión de acuerdos entre la UPA y los alemanes para el sabotaje y la inteligencia contra las fuerzas de la Unión Soviética.
En un interrogatorio ante las autoridades norteamericanas en 1948, del comité de antiguos jefes alemanes del Frente Oriental, uno de los citados declaró que «Los movimientos nacionalistas ucranianos formaban el movimiento guerrillero más fuerte de Europa del Este, con la única excepción de los partisanos rusos». En el verano de 1944 tenían entre 100 000 a 200 000 hombres.
Tras la llegada de las tropas soviéticas a la zona, el UPA continuó su lucha por la independencia de Ucrania. En 1944, el Ejército Rojo lanzó su primera ofensiva contra el UPA con 30 000 hombres, sin resultados. Para lograr la pacificación de la zona, la URSS deportó a Siberia entre 1946 y 1949 a unas 500 000 personas. A principios de 1944, los guerrilleros de la UPA mataron en una emboscada al general soviético Nikolái Vatutin, famoso comandante de la batalla de Kursk. Un famoso agente de la inteligencia soviética, Nikolái Kuznetsov, que vestía uniforme alemán para sus misiones, murió en un intercambio de disparos con el UPA, que lo confundieron con un alemán. La lucha desigual del UPA contra la URSS continuó en los años de posguerra, hasta el asesinato de Román Shujévych en 1950.

## Tras la independencia de Ucrania
Tras la independencia de Ucrania en 1991, el nuevo poder rehabilitó a la UPA considerándolos combatientes legítimos. Los intentos de lograr para ellos el mismo tratamiento en cuanto a pensiones que los veteranos de guerra del Ejército Rojo encuentra por ahora la resistencia de ciertos sectores de la población rusa en el país. Fracasó un intento de llevar a cabo un desfile conjunto entre nacionalistas y comunistas en Kiev en mayo de 2005 para conmemorar los 60 años del final de la Segunda Guerra Mundial. 
El papel histórico del UPA sigue siendo un tema controvertido para la sociedad ucraniana, aunque se abre paso el reconocimiento a su papel en la independencia nacional. En 2006 la administración de la ciudad de Leópolis anunció el traslado de las tumbas de Stepán Bandera, Andriy Mélnyk, Yevguen Konovalets y otros líderes de la OUN y el UPA a una nueva área del cementerio de Lychakivskiy, dedicada especialmente a los héroes de la lucha por la independencia. El 13 de octubre de 2007 se inauguró en Leópolis un nuevo monumento de bronce a Stepán Bandera.
El 12 de octubre de 2007 el jefe del UPA, Román Shujévych, recibió póstumamente el título de Héroe de Ucrania por el presidente Víktor Yúshchenko, y el 14 de octubre del mismo año Ucrania festejó el 65 aniversario del UPA como fiesta nacional.